# Eddy Gunawan
Eddy Gunawan (sinh ngày 25 tháng 9 năm 1985) là một cầu thủ bóng đá người Indonesia hiện tại thi đấu ở vị trí hậu vệ cho Persela Lamongan ở Liga 1.

## Sự nghiệp câu lạc bộ
Ngày 30 tháng 5 năm 2014, anh gia nhập Persela Lamongan. Ngày 12 tháng 11 năm 2014, anh ký hợp đồng với Barito Putera.